# 诺尼奥
诺尼奥（義大利語：Nonio），是意大利韦尔巴诺-库西亚-奥索拉省的一个市镇。总面积10平方公里，人口895人，人口密度89.5人/平方公里（2009年）。ISTAT代码为103048。